# Lamprosticta adjuncta
Lamprosticta adjuncta är en fjärilsart som beskrevs av Boisduval sensu Walker 1857. Lamprosticta adjuncta ingår i släktet Lamprosticta och familjen nattflyn. Inga underarter finns listade i Catalogue of Life.